# Yuki Mamiya
Yuki Mamiya (間宮 夕貴 Mamiya Yuki?, nascida em 9 de março de 1991, na Prefeitura de Aichi) é uma atriz japonesa e ídolo da gravura. Ela é também conhecida como Yuki Mogami (最上 ゆき Mogami Yuki?) e Yuki Masuda (桝田 幸希 Masuda Yuki?) (⁇ 田 幸希, Masuda Yuki). Yuki Mamiya apareceu em diversos filmes, incluindo "Amai Muchi," "The Torture Club," e "Nikkatsu Wet Woman in the Wind," pelo qual recebeu o prêmio de Atriz Emergente no 26º Japanese Professional Movie Awards.

## Biografia
Mamiya nasceu em 9 de março de 1991, na Prefeitura de Aichi, e começou sua carreira como ídolo de gravura em 2009 sob o nome de Yuki Mogami, mas em 2012 optou por alterar seu nome profissional, direcionando-se para uma carreira como atriz.
Mamiya iniciou sua carreira cinematográfica em 2013, atuando em dois filmes dirigidos por Takashi Ishii. Em "Amai Muchi," um thriller erótico, ela desempenhou o papel da versão mais jovem de Naoko, enquanto a versão mais velha de Naoko foi interpretada por Mitsu Dan. Além disso, Mamiya também fez parte do elenco do filme de romance erótico "Hello, My Dolly Girlfriend," que foi descrito por Mark Adams do Screen Daily como uma "mistura bizarra de sexualidade voyeurística e violência bastante brutal." No ano seguinte, em 2014, ela participou de "The Torture Club," uma adaptação do mangá de comédia erótica de Makoto Fukami, que retrata um clube de bondage em uma prestigiada escola para meninas. Em 2015, o álbum de fotos intitulado "Trip" de Yuki Mamiya foi publicado pela Takeshobo, acrescentando uma dimensão adicional à sua carreira.
Mamiya protagonizou o filme erótico de suspense de 2016 The Crawler in the Attic (屋根裏の散歩者 Yaneura no Sanposha?), uma adaptação de uma história de Edogawa Ranpo. No mesmo ano, ela desempenhou o papel principal de Shiori no filme Wet Woman in the Wind (風に濡れた女 Kaze ni nureta onna?) de Akihiko Shiota, um dos cinco filmes encomendados por Nikkatsu como uma nova abordagem dos filmes eróticos romanos das décadas de 1970 e 1980. Glenn Kenny, escrevendo para o The New York Times, observou que Mamiya tinha "uma qualidade latente que se encaixava no perfil", mas sugeriu que "o projeto de reinicialização do 'pornô romano' deveria ter reiniciado sua política sexual". A Slant Magazine notou a semelhança do filme com a "vintage comédia maluca americana, na qual um homem rígido é libertado de suas reservas pelo comportamento desinibido de uma mulher bonita e inteligente". Mamiya recebeu o prêmio de atriz emergente no 26º Prêmio de Cinema Profissional Japonês por sua atuação em Wet Woman in the Wind.
Mamiya apareceu em um spin-off do V-cinema de 2017 da série de televisão Super Sentai Uchu Sentai Kyuranger e no filme de Yu Irie de 2017, Vigilante (ビジランテ?). Ela interpretou uma vilã com poderes psicocinéticos na adaptação live-action da TV Tokyo de 2018 do mangá ONE Mob Psycho 100, e depois desempenhou o papel de Maiko no filme de estreia de Manabu Oda, Simon and Tada Takashi, um "romance gay" sobre dois amigos indo encontrar uma mulher mais velha para um encontro.
Em 2018, ela adotou o nome profissional de Yuki Masuda.

## Filmografia

### Filmes
- Amai Muchi, 2013[3]
- Olá, minha namorada Dolly, 2013[4]
- O Clube da Tortura, 2014[15]
- O Rastreador no Sótão, 2016[6]
- Mulher Molhada ao Vento, 2016[16]
- Vigilante, 2017[1]
- Simon and Tada Takashi (サイモン＆タダタカシ) , 2018[17]
- A chave: prazer do professor, 2022[18]

### Televisão
- Uchu Sentai Kyuranger: Episódio de Stinger ( V-Cinema ), TV Asahi, 2017[11]
- Mob Psycho 100, TV Tóquio, 2018[19]

## Álbuns de fotos
- Amai muchi (甘い鞭) , Kadokawa, 2013,ISBN 9784041105702
- Viagem, Takeshobo, 2015,ISBN 9784801903913